# Notenthes mcalpinei
Notenthes mcalpinei är en tvåvingeart som beskrevs av Marshall 2002. Notenthes mcalpinei ingår i släktet Notenthes och familjen skridflugor.
Artens utbredningsområde är Costa Rica. Inga underarter finns listade i Catalogue of Life.